# Renáta Fučíková
Renáta Fučíková (* 3. ledna 1964 Praha) je česká výtvarnice a ilustrátorka, která se věnuje především tvorbě autorských knih o historii. Je nositelkou mnoha ocenění včetně několika Zlatých stuh, tří nominací na cenu Magnesia Litera, Grand Prix v Záhřebu 2018, zápisu na Čestnou listinu IBBY 1998 nebo ceny na Bienále ilustrací v Teheránu z roku 1997. Českou republikou byla v letech 2011–2013 třikrát po sobě nominována na prestižní Astrid Lindgren Memorial Award.

## Život
Pochází z výtvarnické rodiny. Dětství prožila střídavě v Táboře a v Praze. Její dědeček, PhDr. František Kroupa, byl ředitel Husitského muzea v Táboře. Babička, Marie Kroupová, vystudovala UMPRUM a byla malířka. Matka, akademická sochařka Alena Kroupová, byla absolventkou VŠUP a patřila ke generaci EXPO 58, za svou keramickou tvorbu získala Zlatou medaili v Bruselu, ocenění v Montrealu a v Ósace; v posledních letech života se věnovala restaurování historické keramiky, reliéfů, zámeckých kamen (zámek v Jindřichově Hradci, zámek Kozel, zámek Mnichovo Hradiště, zámek Březnice aj.) Sestra, inženýrka Alena Lexová, působí jako architektka, věnuje se tvorbě interiéru a designového nábytku.
Renáta Fučíková vystudovala v letech 1978–1982 gymnázium Wilhelma Piecka v Praze na Vinohradech (nyní Arcibiskupské gymnázium).
V letech 1982–1988 absolvovala VŠUP, ateliér Ilustrace a užité grafiky.
V době studií se věnovala také dalším činnostem: hrála na dudy (pod vedením známého pedagoga, skladatele a muzikoterapeuta Josefa Krčka), v letech 1984 – 1986 působila v doprovodné hudební skupině divadla Sklep. V letech 1984–1987 byla členkou divadelní skupiny JELO, vedené režisérem Petrem Léblem. Roku 1986 nahrála skladbu „Hrály dudy“ se skupinou Pražský výběr. V letech 1993–1995 se podílela na vánočním koncertním turné skupiny Nerez.
Od absolutoria na VŠUP v roce 1988 až do roku 2016, kdy nastoupila pedagogickou dráhu, byla na volné noze, nepřetržitě činná v oboru ilustrace.
První významnější prací Renáty Fučíkové byly ilustrace sedmi dílů knihy Letopisy Narnie. Souběžně s knižní tvorbou pracovala na počátku 90. let pro významné reklamní agentury (storyboardy pro reklamní kampaně).
Po několikaleté sérii ilustrací klasických pohádek (bratři Grimmové, H. Ch. Andersen, O. Wilde) přišla přelomová kniha Vyprávění ze Starého zákona, která byla určena pro pařížské nakladatelství Gründ. Kniha získala zápis na Čestnou listinu IBBY. V dalším roce na ni navázala kniha Vyprávění z Nového zákona, získala 2. místo v soutěži Nejkrásnější kniha roku 1998.
Po určitém zvolnění, způsobeném mateřskými povinnostmi, nadešel druhý zlom v tvorbě Renáty Fučíkové. Byla iniciátorkou vzniku nového převyprávění starých českých legend a pověstí, které sepsala Alena Ježková. Ilustrace ke knize Staré pověsti české a moravské získaly velký ohlas doma i v zahraničí. Kniha byla oceněna cenou White Raven od Internationale Jugendbibliothek v Mnichově.
Souběžně vznikala i první kniha cyklu Největší Češi, iniciovaného Renátou Fučíkovou a vydávaného nakladatelstvím Práh. Kniha Karel IV. s texty Aleny Ježkové získala ocenění Zlatá stuha za ilustrace. O deset let později vyšla kniha v novém pojetí s texty Renáty Fučíkové.
Následovala série titulů s historickou tematikou – T. G. Masaryk (nominace na cenu Magnesia Litera), J. A. Komenský a Historie Evropy. Obrazové putování (nominace na cenu Magnesia Litera, cena White Raven), Antonín Dvořák (cena Zlatá stuha).
Vedle původních i klasických titulů z žánru fantasy a historická fantasy se věnovala také knihám s tematikou lidového umění a hudby, jejichž autorem je Josef Krček, a také třikrát spolupracovala s geologem a klimatologem Václavem Cílkem.
Kromě populárně-naučných historických titulů vytvořila Renáta Fučíková autorské knihy pro menší děti, v nichž předložila svůj výklad klasických příběhů z Bible a klasických legend z mnoha končin světa.
Od roku 2016 pracuje pro německou porcelánku Rosenthal, pro kterou vytváří vánoční kolekce ozdob a nádobí.
V roce 2016 přijala nabídku působit na fakultě designu a umění Ladislava Sutnara Západočeské univerzity v ateliéru Mediální a didaktická ilustrace. Od roku 2019 je vedoucí ateliéru Didaktická ilustrace.

## Dílo

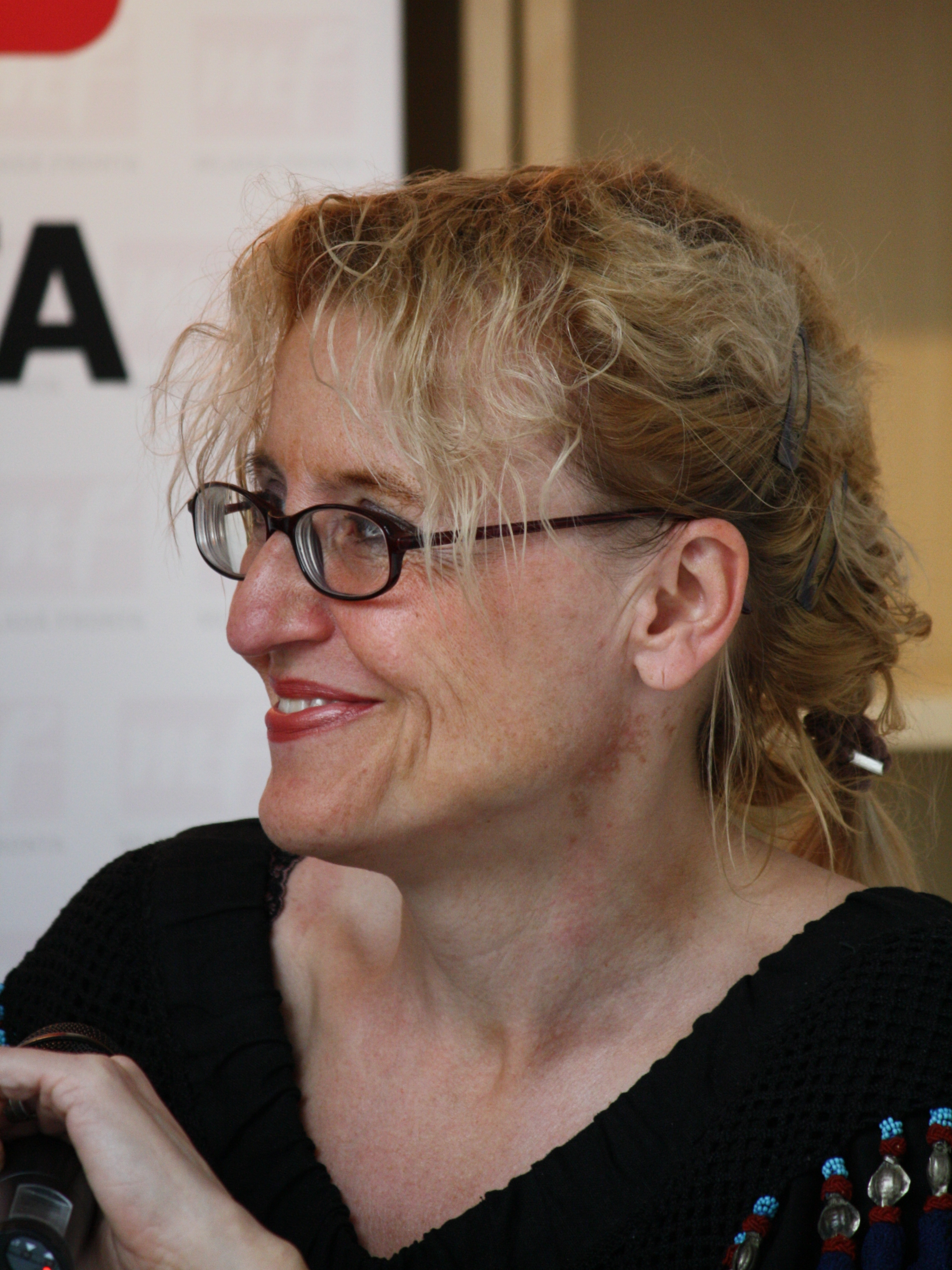
Renáta Fučíková na veletrhu Svět knihy v roce 2011

### Publikované knihy
- Záhadné pouto (ilustroval kolektiv studentů R. Fučíkové, napsal Robert Řehák, vydala Fakulta designu a umění Ladislava Sutnara v edici Sutnar Books 2020)
- VELVET EFFECT (ilustroval kolektiv studentů R. Fučíkové, napsal Petr Švec, vydal Albatros 2020)
- Hrdinky (ilustroval kolektiv studentů R. Fučíkové, napsaly Kateřina Tučková, Anna Musilová, Lenka Křížová, Renáta Fučíková, vydala Euromedia 2020)
- Historie Čechů v USA (ilustrovala a napsala Renáta Fučíková, vydal Práh 2019)
- Dobrých 100 (ilustroval kolektiv studentů R. Fučíkové, napsala R. Fučíková, vydala Euromedia 2018)
- Česká zima (ilustroval kolektiv studentů R. Fučíkové, napsal P. Eliáš, vydal Albatros 2018)
- Evropa, náš domov (napsal V. Cílek a kolektiv, vydal Albatros 2018)
- Moliére (napsala R. Fučíková, vydal Vyšehrad 2017)
- Franz Kafka, člověk své i naší doby (napsal R. Malý, vydal Práh 2017, anglická a německá verze, korejsky vydal OzBooks, South Korea 2017))
- Obrazy z Nového zákona (napsala R. Fučíková, vydal Albatros 2016)
- Shakespeare – 12 převyprávěných her v historických souvislostech (napsala R. Fučíková, vydal Vyšehrad 2016)
- Karel a rytíři – Jak se stát dobrým králem (napsala R. Fučíková, vydala Mladá fronta 2016)
- Karel IV. – Ilustrovaný život a doba (napsala R. Fučíková, vydal Práh 2016)
- Pes, kocour a sirotek (napsal F. Kalenda, vydal Meander 2016)
- Praha v srdci (napsala R. Fučíková, vydal Práh 2015, anglická verze 2015)
- Příběhy dvanácti měsíců (napsal J. Krček, vydal Albatros 2015)
- Střední Brdy (napsal V. Cílek a kolektiv, vydal Dokořán 2015)
- Labyrinty světa (napsal V. Cílek, vydal Albatros 2015)
- Jakub a hvězdy (napsala R. Fučíková, vydala Mladá fronta 2014)
- Obrazy ze Starého zákona (napsala R. Fučíková, vydal Albatros 2014)
- Hus a Chelčický (napsala R. Fučíková, vydal Práh 2014)
- Ludmila, Václav a Boleslav (napsala R. Fučíková, vydal Práh 2014)
- Krajiny domova (napsal V. Cílek, vydal Albatros 2013)
- Dvě legendy o Loretě (vydal Meander 2013, anglická verze 2013)
- Antonín Dvořák (napsala R. Fučíková, vydal Práh 2012, anglická verze 2012, korejskou verzi vydal OzBooks, South Korea 2016)
- Vánoce – Putování do Betléma (napsal J. Krček, vydal Albaros 2011)
- Historie Evropy – Obrazové putování (napsaly R. Fučíková a D. Krolupperová, vydal Práh 2011, druhé vydání 2017)
- Jan Amos Komenský (napsala R. Fučíková, vydal Práh 2008)
- Tomáš Garrigue Masaryk (napsala R. Fučíková, vydal Práh 2005)

### Výběr ze starších publikací
- Mojmír (napsala R. Štulcová, vydal Albatros 2010)
- Keltské pohádky (vydalo Brio 2009, francouzská verze 2009)
- Růže a krokvice (napsala R. Štulcová, vydal Knižní klub 2009)
- Příběhy českých knížat a králů (napsala A. Ježková, vydal Albatros 2007)
- Arabské pohádky (německy vydal Bertelsmann 2007, anglická, francouzská, slovinská verze)
- Čínské pohádky (vydalo Brio 2007, francouzská, polská, slovinská verze 2007)
- Staré pověsti české a moravské (napsala A. Ježková, vydal Albatros 2005)
- Vyprávění z Nového zákona (napsala R. Fučíková, vydalo Aventinum 1997, francouzská a německá verze 1998)
- Vyprávění ze Starého zákona (napsala R. Fučíková, vydalo Aventinum 1996, francouzská a německá verze 1996)
- Pohádky Oscara Wildea (vydalo Aventinum 1995)
- Pohádky H. Ch. Andersena (vydalo Aventinum 1994, francouzská, anglická, německá verze 1994)
- Pohádky bratří Grimmů (vydalo Aventinum 1993, francouzská a německá verze 1993)
- Letopisy Narnie I–VII (vydal Orbis Pictus 1990–1992)

### Realizace s využitím ilustrací
- kolekce vánočního porcelánu pro společnost Rosenthal/Hutschenreuther (2018)
- divadelní program pro Národní divadlo – Malá mořská víla (2016)
- poštovní známka Jeroným Pražský (Česká pošta 2016)
- poštovní známka Jan Opletal (2015)
- poštovní známka Bertha von Suttner (2013)
- poštovní známka První židovský tisk (2012)
- poštovní známka Anežka Česká (2011)
- 2 poštovní známky – Canisterapie a Hipoterapie (2008)
- divadelní program pro Národní divadlo – balet Zlatovláska (2007)
- divadelní program pro Národní divadlo – balet Louskáček (2004)
- 3 poštovní známky – Bedřich Smetana, Antonín Dvořák, Leoš Janáček (2004)

### Publikované články
2011, 2013, 2017 – sborník Sympozia BIB Bratislava

## Ocenění
- 2018 – Grand Prix na Bienále ilustrací Záhřeb
- 2011–2013 – třikrát nominace na světové ocenění Astrid Lindgren Memorial Award
- 2005, 2006, 2009, 2011, 2018 – pětkrát mezinárodní ocenění White Raven od Internationale Jugendbibliothek v Mnichově
- 1999 – cena na Bienále ilustrací v Teheránu
- 1998 – zápis na světový seznam autorů dětské knihy Honour List IBBY (UNESCO)
- 1997 – 2. místo v české soutěži Nejkrásnější kniha roku
- 2006, 2011, 2015 – třikrát nominace na českou cenu Magnesia Litera
- 1993, 1995, 1996, 2003, 2005, 2006, 2007, 2011, 2012, 2016, 2017 – české ocenění Zlatá stuha za knihu pro děti a mládež
- 2007, 2014, 2015 – cena českého nakladatelství Albatros
- 2014 – cena českého nakladatelství Mladá fronta
- 2016 – cena českého nakladatelství Vyšehrad
- 2005, 2006, 2007, 2008, 2009, 2011, 2012, 2013, 2014, 2015, 2016 – ceny českých učitelů a knihovníků

## Výstavy

### Samostatné výstavy v zahraničí
- 2009 – Naarden
- 2013 – Peking
- 2014 – Vídeň, Amsterdam, Chicago, Soul, Tokio
- 2015 – Naminara
- 2016 – Naminara
- 2019 - Záhřeb (spolu se studenty ateliéru Didaktické ilustrace na Fakultě designu a umění Ladislava Sutnara), Chicago
- 2020 - Washington DC

1993, 1995, 1997, 2005, 2007, 2009, 2011, 2013, 2017 – reprezentace ČR na mezinárodní soutěžní výstavě ilustrací BIB Bratislava
1995 – kolektivní výstava Japonsko, Indie

### Samostatné výstavy v Česku
Praha, Tábor, Liberec, Havlíčkův Brod, Rožmitál pod Třemšínem, Příbram, Uherský Brod, Ostrava, Opava